# Самі ас-Сольх
Самі ас-Сольх (араб. سامي الصلح; 5 липня 1887–1968) — ліванський політик, п'ять разів обіймав посаду прем'єр-міністра Лівану.

## Біографія
Народився 1887 року в сунітській родині. Жив і навчався в Туреччині, Греції та Лівані.
За все життя на нього було скоєно багато замахів, два з яких відбулись 20 квітня та 29 липня 1958 року, коли він обіймав посаду прем'єр-міністра Лівану.
Був одружений з Балкіс Рідою Сольх, сестрою прем'єр-міністра Ріада ас-Сольха. Володів французькою, арабською, грецькою й турецькою мовами.